# Kazuya Yamamura

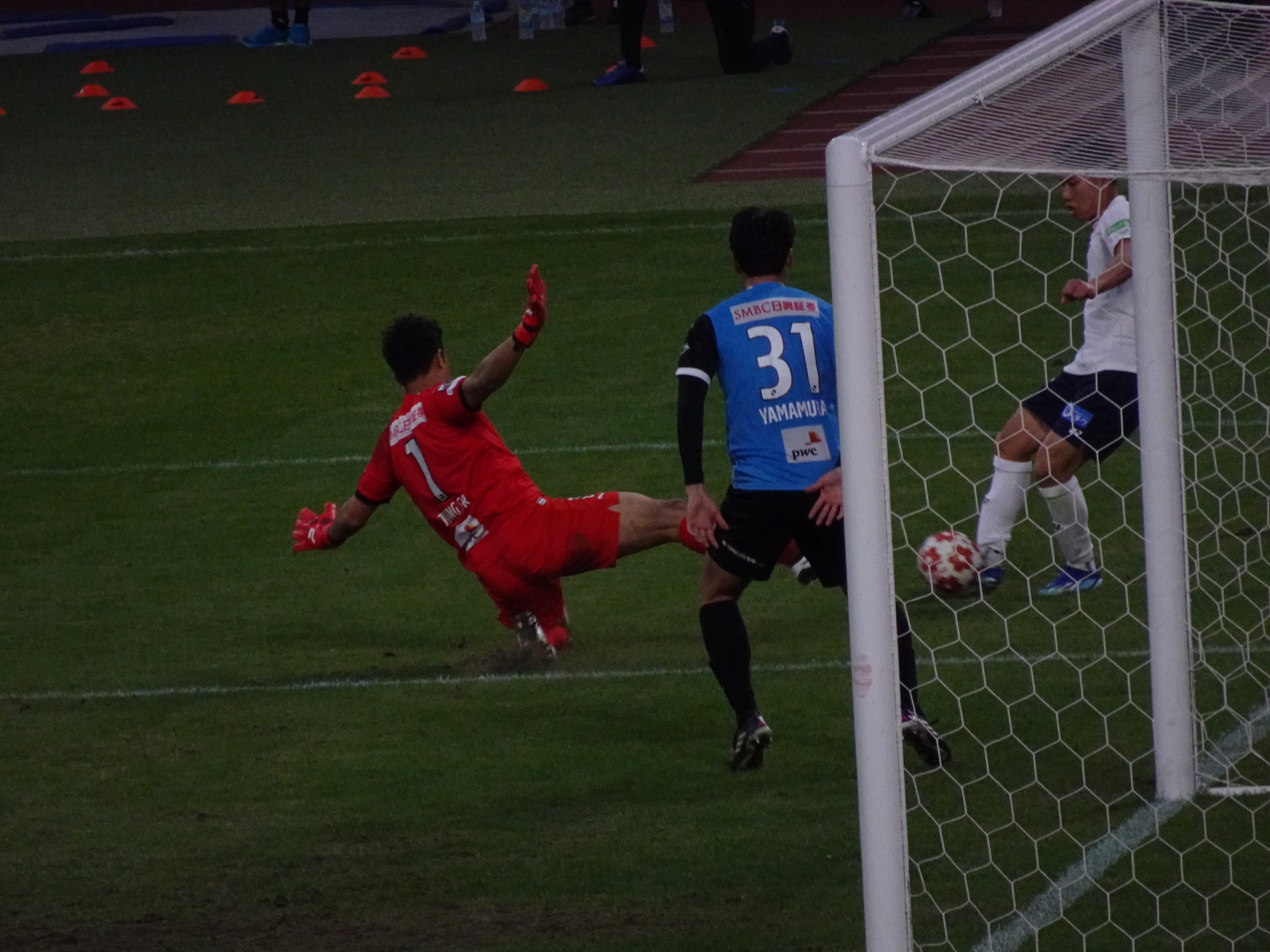
Kazuya Yamamura under en match år 2023

Kazuya Yamamura, född 2 december 1989 i Nagasaki prefektur, Japan, är en japansk fotbollsspelare.